# Sony Cyber-shot DSC-HX9V
DSC-HX20V

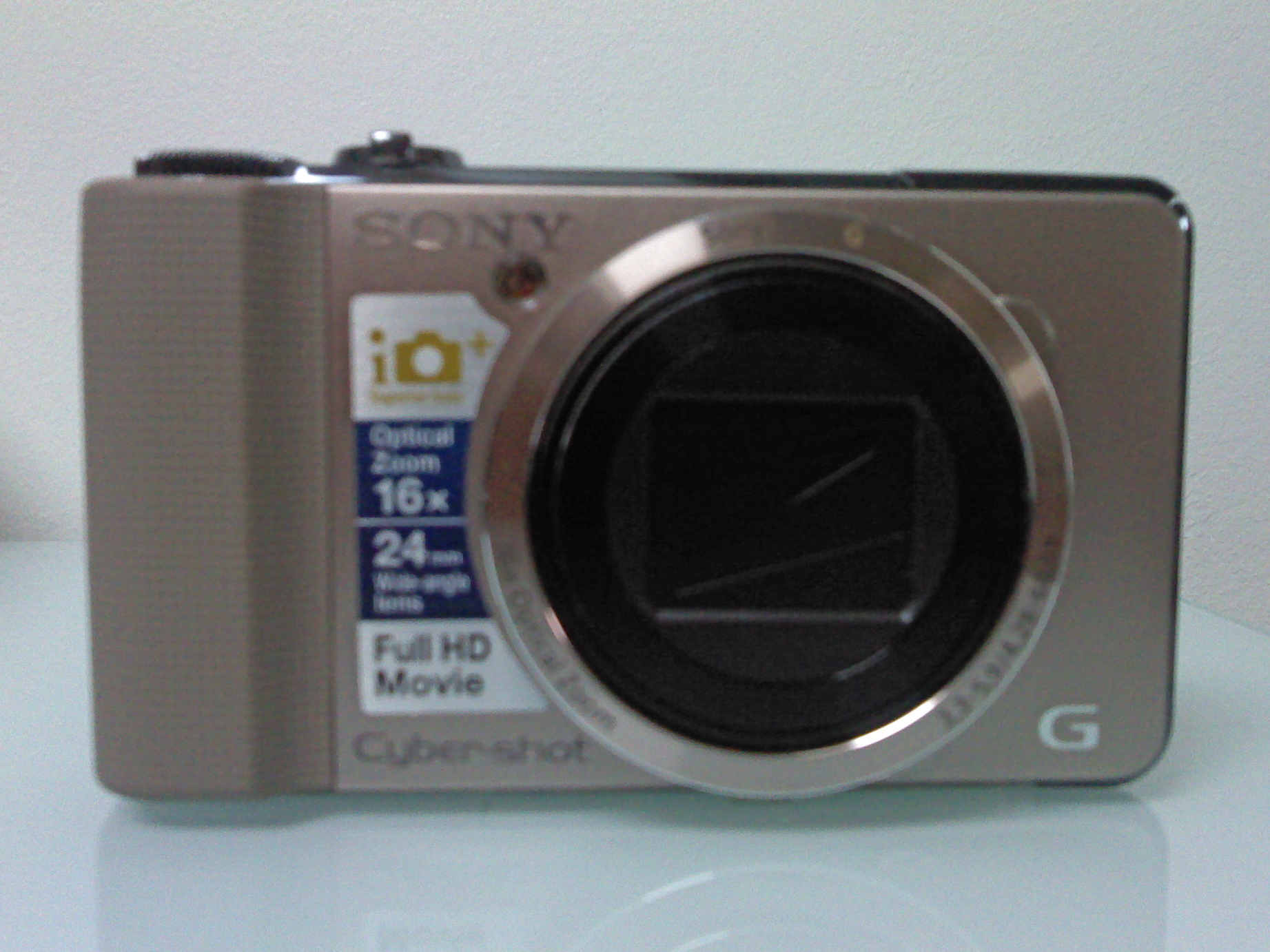
DSC-HX9V, coloris doré.

Le Cyber-shot DSC-HX9V est un appareil photographique numérique de type compact gros-zoom fabriqué par Sony et sorti en avril 2011.
Il fait partie de la gamme "haute performances" de Sony, dont il a constitué le haut de gamme 2011-2012 (remplacé par le DSC-HX20V).

## Présentation

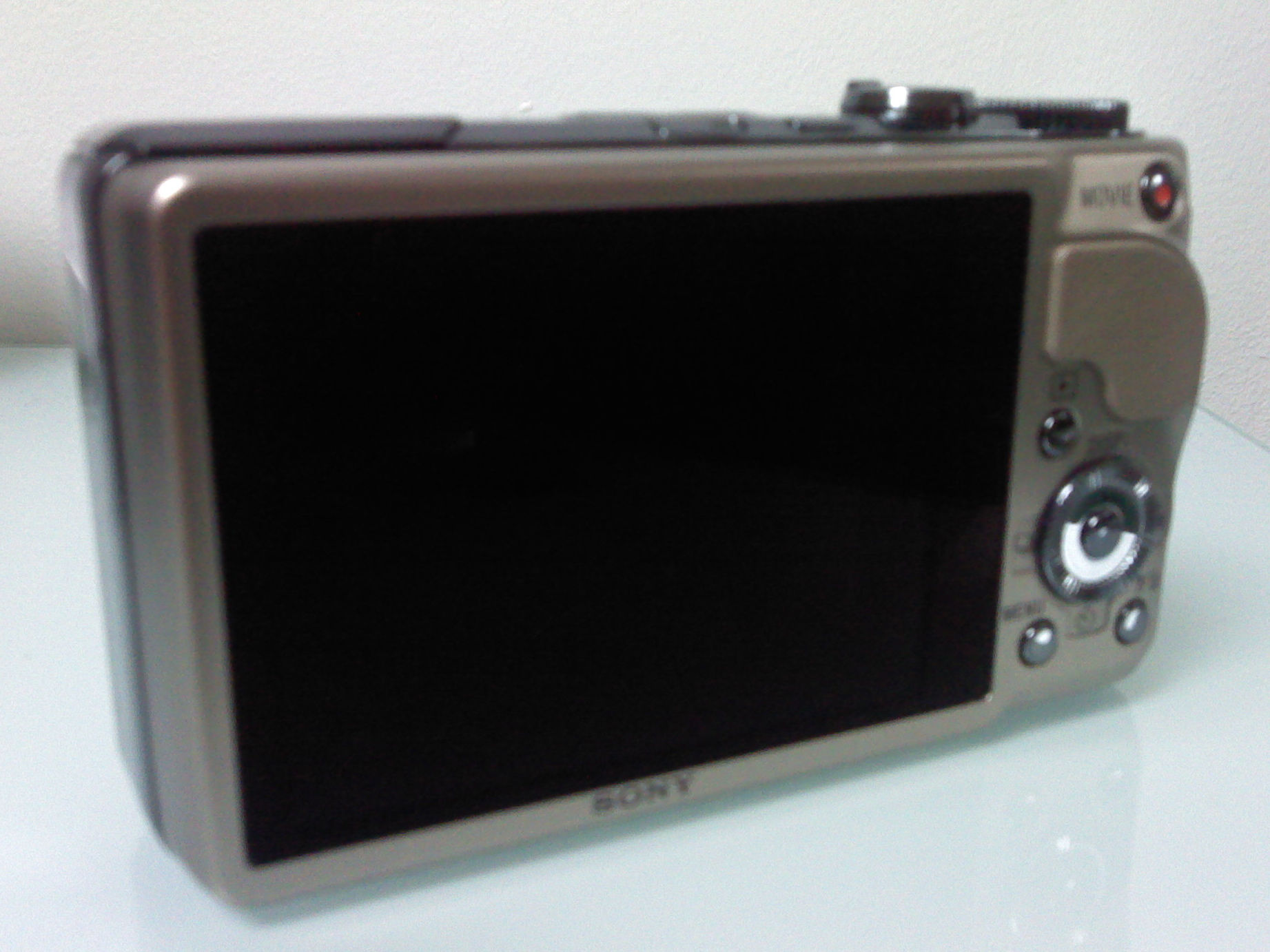
Écran du DSC-HX9V.

L'appareil offre une définition maximum de 16 mégapixels, et possède un zoom optique de 16x, le tout pour des dimensions de 6,2 × 10,5 × 3,5 cm.
Son système de prise de vues propose neuf modes : auto intelligent, automatique supérieur, programme auto (avec paramètres réglables), prise de vue expo manuelle, i-panorama par balayage, mode film AVCHD, prise de vue 3D (avec panorama par balayage possible), portrait avec flou de profondeur et sélection de scène. Ce dernier mode gère 15 scènes spéciales afin d'améliorer les prises de vues (peau douce, flou artistique, anti-flou de mouvement, paysage, correction contre jour HDR, portrait crépuscule, crépuscule, crépuscule sans trépied, sensibilité élevée, gastronomie, animal domestique, plage, neige, feu d'artifice et sports).
Il possède des fonctions "détection des visages" et "détection de sourires" qui permettent à l'appareil de faire le point de manière automatique sur les visages et de garantir leur netteté.
L’ajustement de l'exposition est automatique et permet également un mode manuel avec un ajustement dans une fourchette de ±2.0 par paliers de 0,33 EV.
La balance des blancs se fait de manière automatique (intelligent) avec des options pré-réglées (lumineux, nuageux, fluorescent1, fluorescent2, fluorescent3, incandescent, flash, réglage par poussoir, ensemble de réglage par poussoir, balance des blancs).
Son flash incorporé et rétractable automatiquement a une portée effective de 0,25 à 7,9 m et dispose de la fonction atténuation des yeux rouges et d'un dispositif d'éclairage AF.
L'appareil propose également un système GPS ainsi qu'un compas qui permettent de géolocaliser et orienter les prises de vues.

## Caractéristiques
- Capteur CMOS BSI 1/2,3 pouces - définition : 16 millions de pixels
- Zoom optique : 16x, numérique jusqu'à 64x
  - Distance focale équivalence 35 mm : 24–384 mm
  - Stabilisateur optique Steady Shot
- Vitesse d'obturation : Manuelle : 30 à 1/1600 seconde - Auto : 1/1 à 1/1600 seconde
- Sensibilité : ISO 100 à ISO 3200
- Définition image 2D : 7152×1080, 4912×1080, 4912×1920, 3424×1920, HR 10480×4096 au format JPEG
- Définition image 3D : 7152×1080, 4912×1080, 4912×1920, 3424×1920, 1920×1080
- Définition vidéo : 1920×1080 à 50 images, entrelacé et 1440×1080 à 50 images, entrelacé au format AVCHD, 1920×1080 à 25 images par seconde, 1280×720 à 25 images par seconde et 640×480 à 25 images par seconde au format MPEG.
- Stockage : Carte SD, SDHX/SDXC, Memory Stick Duo, Memory Stick Pro Duo, Memory Stick Pro Duo High Speed et Memory Stick Pro HG Duo, mémoire interne : 20 Mo
- Connectique : USB 2.0, borne multifonctions, borne multifonctions avec HD type 3b, AV (SD)/USB/DCIN
- Écran LCD de 3 pouces (7,5 cm) - matrice active TFT de 921600 points sur écran
- Batterie propriétaire rechargeable lithium-ion NP-BG1 et chargeur
- Poids : 238 g
- Finition: noir ou doré

## Récompenses
Il a été désigné "best product 2011-2012 compact camera" par l'EISA et "consumer camera of the year 2012" par Amateur Photographer.